# Glypta pansa
Glypta pansa är en stekelart som beskrevs av Dasch 1988. Glypta pansa ingår i släktet Glypta och familjen brokparasitsteklar. Inga underarter finns listade i Catalogue of Life.